# Grannd Performance Cars Limited
Grannd Performance Cars Limited war ein irischer Hersteller von Automobilen.

## Vorgeschichte
Von 1984 bis 1998 gab es in England die Automarke Covin. Letzter Hersteller dort war Grannd Performance Cars aus Luton unter Leitung von Richard Taylor.

## Unternehmensgeschichte
Richard Taylor gründete 1998 das neue Unternehmen in Baile Chláir im County Galway in Irland. Er setzte die Produktion von Automobilen und Kits fort. Der Markenname lautete weiterhin Covin. 2000 endete die Produktion. Insgesamt entstanden in den 16 Jahren rund 500 Exemplare der Marke Covin.

## Fahrzeuge
Das Covin Turbo Coupé ähnelte dem Porsche 911 als Coupé. Es stand auch eine Version mit flacher Front und Klappscheinwerfern im Angebot. Es gab Ausführungen mit dem Fahrgestell vom VW Käfer sowie eigene Fahrgestelle, die Motoren von Alfa Romeo, Ford und Volkswagen aufnehmen konnten.
Das Covin Cabriolet war die offene Version davon.
Der Speedster ähnelte dem Porsche 356 Speedster. Er basierte auf dem VW Typ 3 Variant.